# Slag bij Punta Stilo
De Slag bij Punta Stilo was een zeeslag tijdens de Slag om de Middellandse Zee in de Tweede Wereldoorlog. Het werd uitgevochten tussen oorlogsschepen van de Italiaanse Regia Marina enerzijds en de Britse Royal Navy en Australische Royal Australian Navy anderzijds. De slag vond op 9 juli 1940 op 48 kilometer ten zuidoosten van Punta Stilo, de ‘teen’ van Italië (Calabrië), plaats. Het was een van de weinig volledig uitgevochten slagen in de Middellandse Zee tijdens de Tweede Wereldoorlog waar grote aantallen schepen aan beide kanten bij betrokken waren. Beide partijen beweerden de overwinning te hebben gehaald, maar in feite was de slag onbeslist gebleven en iedereen keerde zo snel mogelijk weer terug naar hun bases. Na de slag beweerden de geallieerden dat ze een soort van ‘moreel gezag’ over de Italiaanse vloot hadden; de Italiaanse propaganda integendeel verdraaide de werkelijkheid naar een overwinning voor Italië.

## Achtergrond
Toen Italië de Tweede Wereldoorlog inging waren de Italiaanse troepen in Libië slecht uitgerust voor offensieve operaties en de Italiaanse vloot werd gedwongen om via grote bevoorradingskonvooien het leger aldaar op noemenswaardige sterkte te brengen en de troepen slagvaardiger te maken.
Op 6 juli 1940 verliet een konvooi van vier koopvaardijschepen de haven van Napels met als bestemming Benghazi, terwijl ze probeerden de geallieerden op een dwaalspoor te zetten door ze te laten denken dat ze onderweg waren naar Tripoli. Die avond troffen twee torpedoboten vanuit Catania en een ander vrachtschip elkaar bij Messina en de volgende dag voegde deze escorte zich bij het konvooi vanuit Tarente nadat ze waren geïnformeerd dat geallieerde schepen kort geleden de haven van Alexandrië hadden verlaten. De schepen vervoerden 2190 militairen, 72 tanks van het type Fiat M11/39, 232 voertuigen, 10445 ton aan voorraden en 5720 ton brandstof. De escorte van het konvooi bestond uit drie groepen; acht torpedobootjagers en vier torpedoboten beschermden de vrachtschepen rechtstreeks, terwijl een tweede groep 56 kilometer ten oosten daarvan voer en uit zes zware kruisers en vier torpedobootjagers bestond. De belangrijkste gevechtsgroep omvatte twee slagschepen (de Giulio Cesare en de Conte di Cavour), acht lichte kruisers en zestien torpedobootjagers. Een essentieel aantal Italiaanse torpedobootjagers nam geen deel aan de slag dankzij technische problemen en brandstoftekort.
Intussen waren de geallieerden betrokken bij eenzelfde soort actie met konvooien. De vloot voer van Alexandrië in de richting van Malta waar de torpedobootjagers voorraden en een beperkt aantal gespecialiseerde versterkingen zouden afleveren. Twee konvooien waren ingericht om scheepsgoederen en burgers van Malta weer naar Alexandrië mee te nemen. Twee groepen vrachtschepen voeren met verschillende snelheden, een met dertien en de ander met negen knopen. Ze werden beschermd door drie groepen schepen, te weten Groep A (Force A) met vijf kruisers en een torpedobootjager en Groep B (Force B) met het slagschip HMS Warspite en vijf torpedobootjagers. Ten slotte omvatte de belangrijkste gevechtsgroep, Groep C (Force C), de slagschepen HMS Royal Sovereign en HMS Malaya, het vliegdekschip HMS Eagle en elf torpedobootjagers. Een van hen, de HMS Imperial, moest in de vroege uurtjes van 8 juli met een gebarsten schoorsteen terugvaren naar Alexandrië.
Op 8 juli om 14:40 ’s middags kregen twee Italiaanse vliegtuigen van het type CANT Z.506 die vanuit Tobruk waren opgestegen de Britse vloot in het vizier en schaduwde het bijna vier uur lang. Admiraal Inigo Campioni beval zijn vloot om het konvooi te verdedigen door oostwaarts te varen en zich klaar te maken voor een gevecht. Het Italiaanse opperbevel (Comando Supremo) was echter sceptisch om haar oorlogsschepen in een nachtelijk treffen met de vijand te riskeren en ze zonden een bericht naar de vloot om elk contact te vermijden. Tijdens deze beginpositionering ondergingen de Italianen technische problemen op drie torpedobootjagers en twee lichte kruisers, waarop deze schepen, tezamen met enkele extra torpedobootjagers, naar Sicilië werden gestuurd voor reparatie en om bij te tanken. Om deze ‘verliezen’ goed te maken werd een groep schepen, bestaande uit torpedobootjagers, ingeroepen vanuit Tarente. Op dit moment had de Italiaanse vloot zestien torpedobootjagers.
Intussen hadden de geallieerden zo hun problemen. Van 10:00 tot 18:40 hadden 72 bommenwerpers van de Italiaanse luchtmacht (Regia Aeronautica) hun vloot aangevallen en de brug van de HMS Gloucester geraakt, waarbij de kapitein, zes officieren en elf matrozen werden gedood. Daarnaast raakten drie officieren en zes matrozen gewond. Het voorwaartse vuringsmechanisme en de besturingsinrichting werden vernietigd en de rest van de slag zou het schip verder worden aangevoerd vanaf het noodstation.
Anders dan de duikbommenwerpers waar de Duitsers veelvuldig gebruik van maakten opereerden Italiaanse bommenwerpers in formaties op grote hoogte tijdens de eerste stadia van de oorlog. De Italiaanse toestellen lieten allemaal tegelijk hun bommen van meer dan 3500 meter vallen. Bij Punta Stilo voerden de Italianen de laatste test uit om de vooroorlogse beweringen te bewijzen dat massale inzet van vliegtuigen in staat was om elk modern oorlogsschip te doen zinken. Dit bleek echter veel moeilijker bij snelbewegende schepen dan verwacht. Daarnaast wachtte het schip van de kapitein, de HMS Gloucester, tot de vijandelijke toestellen hun bommen hadden laten vallen, waarop hij allerlei ontwijkende manoeuvres uitvoerde. Terwijl de Italianen honderden bommen lieten vallen, liet de enige treffer op de Gloucester het resultaat van de luchtaanvallen zien.
Op 8 juli, om 15:10, voer Cunninghams vloot naar Tarente om de terugkerende Italiaanse schepen de pas af te snijden. Toen het begon te schemeren veranderde Cunningham van koers van 3100 naar 2600 en hij vertraagde de snelheid van de vloot. In de vroege uren van 9 juli namen Cunninghams schepen een koers van 3050 om Italiaanse verkenningsvliegtuigen te ontwijken, terwijl ze tussen de Italiaanse vloot en de Golf van Tarente bleven. Om 12:30 was het Italiaanse opperbevel totaal niet ingelicht over de situatie van de Britse vloot. Campioni beval zijn vloot tegen 14:00 om 96 kilometer ten zuidoosten van Kaap Spartivento op zoek te gaan naar de vijand. Campioni ontving om 13:30 eenmalig verslagen van de posities van de Britse schepen en de Italiaanse kruisers lanceerden kort daarna zes watervliegtuigen van het type Ro.43, die de Britse oorlogsschepen 48 kilometer dichterbij vonden dan werd verondersteld.

## Kruiser tegen kruiser
In de middag van 9 juli waren de twee vloten 144 kilometer van elkaar verwijderd. Vice-admiraal Cunningham kon deze afstand niet overbruggen door met de aanzienlijk tragere Royal Sovereign en Malaya (respectievelijk 18 en 28 knopen) en hij zette enkel de Warspite in. Intussen lanceerde de Eagle om 13:15 Fairey Swordfish-torpedobommenwerpers die enkele aanvallen deden op de Italiaanse zware kruisers, die ze voor slagschepen aanzagen. Om 13:10 had het Italiaanse opperbevel Campioni opgedragen om zich op een van de twee vijandelijke strijdkrachten te richten, maar in feite hadden ze het zo gepland dat eventuele gevechten dicht bij Italië zouden plaatsvinden en met opzet gingen ze noordwaarts, zodat de geallieerden dichter bij hun vliegbases zouden komen. Om 14:00 was Cunninghams plan om de Italiaanse vloot van Tarente af te snijden gelukt.
De geallieerde kruisergroep werd tegenover de Warspite uitgespreid en om 15:15 kregen ze de Italiaanse belangrijkste gevechtsgroep in het oog en de twee Britse strijdmachten openden het vuur vanaf 21.500 meter. De Italiaanse schepen hadden een groter bereik dan die van de geallieerden en binnen drie minuten hadden ze de juiste afstand gevonden, ook al vuurden ze met het maximale bereik. Hoewel het geallieerde bereik niet zo goed was en ze problemen hadden met granaten die al na korte tijd in het water vielen waren hun kanonnen nauwkeuriger en ze waren in staat om de granaten erg dicht bij hun doel te brengen. Doorgaans was de ballistiek van de twee strijdmachten vrij goed gematched. Na slechts een paar minuten was de schootsafstand minder dan 20.000 meter en de geallieerde kanonnen konden optimaal worden benut. Tegen 15:22 kwam het Italiaanse vuur echter gevaarlijk dicht bij de geallieerde kruisers en vice-admiraal John Tovey beval dat ze uit elkaar moesten gaan. Op dit moment raakte een 152-mm granaat van de kruiser Giuseppe Garibaldi de HMS Neptune, waarbij haar katapult en de verkenningsvliegtuigen werden beschadigd. De kruisers bleven doorschieten en tegen 15:30 stopten ze.

## Slagschip tegen slagschip
Een groep van Italiaanse lichte kruisers, verward met de allernieuwste Zara-klasse van zware kruisers, was aan de geallieerde kant van de slaglinie en hij was al snel binnen het bereik van de aanvallende Warspite. Opnieuw misten de granaten van geallieerde kant doel en geen enkel van de doelen, de Alberico da Barbiano en de Alberto di Giussano, ondervond ook maar enige schade door de beginsalvo’s. Tegen die tijd was de Warspite echter ook uit positie, en ze voer rondjes zodat de Malaya haar kon inhalen. Ondertussen voer de Royal Sovereign nog altijd achter haar.
De Italiaanse bevelhebber Campioni besloot om het vuur op de Warspite te concentreren en hij begon zijn schepen naar hun posities te varen. Om 15:52 opende de Giulio Cesare het vuur op een afstand van 26.400 meter. De Conte di Cavour vuurde echter niet. De Italiaanse strategie hield in dat ze telkens het vuur op één schip richtten, aangezien de Slag bij Jutland aantoonde dat als twee schepen op hetzelfde vijandelijke schip schoten er gemakkelijk verwarring kon ontstaan over welk schot van wie was. De Conte di Cavour was verantwoordelijk voor de Royal Sovereign en de Malaya, die verder waren verwijderd dan de Warspite en het gevecht niet aangingen.
De Warspite, die zich niet bewust was van de Italiaanse vuringspatronen, verdeelde haar kanonnen tussen de twee schepen. Terwijl het schip hiermee bezig was sloegen enkele granaten van de Giulio Cesare bij twee escorterende torpedobootjagers van de Warspite, de HMS Hereward (H93) en de HMS Decoy, in en veroorzaakten zware schade. Om 15:54 begon de Malaya, hoewel ze ver buiten bereik was, te schieten om verwarring bij de Italianen te veroorzaken. Intussen kwamen de Italiaanse zware kruisers in actie en openden om 15:55 het vuur op de Warspite, maar ze moesten afbreken toen de geallieerde kruisers terugkwamen.
Om 15:59 kwamen twee granaten van de Giulio Cesare gevaarlijk dicht in de buurt van de Warspite. Bijna direct hierna sloeg een 15-inch (381-mm) granaat van de Warspite in op het achterdek van de Giulio Cesare, waarbij de munitie voor een van haar 37-mm luchtafweerkanonnen werd vernield. Twee zeelieden werden gedood en verschillende mensen raakten gewond. De rook van de brandende munitie dreef al gauw de machinekamer in, die moest worden geëvacueerd en de helft van de stoomketels werd uitgezet. De vaarsnelheid van de Giulio Cesare verminderde al gauw tot 18 knopen en de Conte di Cavour haalde haar in. De Giulio Cesare en de Warspite waren nog maar 24.000 meter van elkaar verwijderd toen de granaat insloeg, die een van de grootste afstanden in de maritieme geschiedenis had overbrugd.
De Warspite was nu in een uitstekende positie om harde klappen aan de Giulio Cesare uit te kunnen delen, maar opnieuw wachtte ze totdat de Malaya haar had ingehaald. De geallieerden kwamen er op dit moment achter dat de Italianen hun vuur voornamelijk op de Warspite hadden gericht.
Om 16:01 trokken de Italiaanse torpedobootjagers een rookgordijn op en de slagschepen waren nu onder dekking. Vandaag de dag is er nog altijd discussie over de geallieerde positie toen de slagschepen het slagveld verlieten en of de Italianen misschien een torpedoaanval met hun torpedobootjagers probeerden voor te bereiden.

## Laatste gevechten
Om 15:58 heropende de Fiume het vuur op haar onderdeel in de geallieerde linie, de HMS Liverpool, en twee groepen Italiaanse kruisers waren al gauw in gevecht met de belangrijkste geallieerde gevechtsgroep die uit kruisers bestond. Men ging door met vuren toen de beide strijdmachten probeerden in formatie te komen en op 16:07 werd de Italiaanse kruiser Bolzano drie keer geraakt, waarvan het roer tijdelijk werd geblokkeerd en hierdoor twee fataliteiten ondervond. Een schot op de Italiaanse torpedobootjager Vittorio Alfieri veroorzaakte slechts lichte schade.
Ondertussen konden de mecaniciens op de Giulio Cesare twee van de vier beschadigde stoomketels repareren, zodat het slagschip haar snelheid naar 22 knopen kon opvoeren. Admiraal Campioni, die van zijn overgebleven slagschip de Conte di Cavour de kansen en mogelijkheden naging voor een gevecht tegen drie vijandelijke slagschepen en een vliegdekschip, besloot om zijn slagschepen de aftocht naar Messina te blazen. De Giulio Cesare was voor dertig dagen buiten gevecht gesteld.
Gedurende het volgende uur probeerden beide vloten om torpedoaanvallen met hun torpedobootjagers uit te voeren, echter zonder succes. Om 16:40 viel de Italiaanse luchtmacht met 126 toestellen aan en werd er schade op de Eagle, de Warspite en de Malaya gemeld; door een miscommunicatie vielen 50 vliegtuigen de Italiaanse schepen aan, zonder schade. De slag eindigde om 16:50 toen beide partijen zich terugtrokken.
Het laatste slachtoffer was de torpedobootjager Leone Pancaldo, die onderweg was naar Augusta op Sicilië en die de volgende dag om 09:40 door een torpedo van een Swordfish-vliegtuig in ondiep water tot zinken werd gebracht.

## Afloop
Na de slag keerden beide vloten huiswaarts. De Italiaanse propaganda beweerde dat de Italianen hadden gewonnen, aangezien hun vrachtschepen het gevecht hadden ontlopen en ongedeerd in Libië waren aangekomen. Intussen bereikten ook de geallieerde schepen met hun escorte plaats van bestemming, Alexandrië. De geallieerde ballistiek toonde echter aan dat ze beter was dan de Italiaanse, aangezien veel salvo’s van hun schepen vanwege technische redenen verkeerd neerkwamen. Hoewel de slag onbeslist was, beweerden geallieerde bronnen dat de Royal Navy een morele overwinning over haar Italiaanse equivalent had behaald.
De vraag ontstaat nu waarom de Italianen hun twee overgebleven slagschepen, de Littorio en de Vittorio Veneto, die in de haven van Tarente voor anker lagen, niet naar de Italiaanse vloot hadden gestuurd, aangezien die bijna gevechtsklaar en relatief dicht bij het slagveld waren. Beide slagschepen moesten nog hun beproeving ondergaan en de Littorio ondervond een elektrisch probleem aan een van haar hoofdkanonnen. De Littorio en de Vittorio Veneto zouden de totale vuurkracht in het voordeel van de Italianen hebben beslist.
Zelfs zonder deze schepen waren de vloten vrij gelijk. Het Italiaanse luchtoverwicht door de naburige vliegbases van de Regia Aeronautica was nutteloos. In feite speelde ze geen enkele rol van betekenis, de schade op de HMS Gloucester daar gelaten.

## Slagorde

### Geallieerden
Groep A werd gevormd door het 7th Cruiser Squadron en de HMAS Stuart onder admiraal John Tovey; Groep B met als bevelhebber vice-admiraal Andrew Cunningham die de opperbevelhebber van de Middellandse Zeevloot was en Groep C onder het commando van vice-admiraal Henry Pridham-Wippel.
- 3 slagschepen: HMS Warspite, HMS Malaya en HMS Royal Sovereign
- 5 lichte kruisers: HMS Orion, HMS Neptune (beschadigd), HMAS Sydney, HMS Gloucester (beschadigd) en HMS Liverpool
- 1 vliegdekschip: HMS Eagle
- 16 torpedobootjagers: HMS Nubian, HMS Mohawk, HMS Hero, HMS Hereward (H93) (beschadigd), HMS Decoy (beschadigd), HMAS Stuart, HMS Hyperion, HMS Hostile, HMS Hasty, HMS Ilex, HMS Dainty, HMS Defender, HMS Juno, HMS Janus, HMAS Vampire en HMAS Voyager.

De torpedobootjager HMS Escort werd in de westelijke Middellandse Zee, waar Groep H een schijnaanvaal deed op Sardinië om de Italiaanse vloot af te leiden van de geallieerde konvooien tussen Malta en Alexandrië, op 11 juli getorpedeerd door de Italiaanse onderzeeboot Marconi.

### Regia Marina
De Italiaanse vloot stond onder bevel van vice-admiraal Inigo Campioni.
- 2 slagschepen: Conte di Cavour en Giulio Cesare (beschadigd)
- 6 zware kruisers: Zara, Fiume, Gorizia, Pola, Bolzano (beschadigd), en Trento
- 8 lichte kruisers: Eugenio di Savoia, Duca d'Aosta, Muzio Attendolo, Raimondo Montecuccoli, Alberico da Barbiano, Alberto di Giussano, Duca degli Abruzzi, en Giuseppe Garibaldi
- ± 16 torpedobootjagers, waaronder Vittorio Alfieri, Artigliere, Lanciere, Leone Pancaldo, Dardo, Sestri Ponente, Freccia, Saetta en Strale.